# 印江两极虫
印江两极虫（学名：Myxidium yinjiangensis）为两极科两极虫属的动物。在中国，分布于贵州等，营寄生生活，寄生在云南光唇鱼的胆囊。